# جامعة تكساس ويسليان
جامعة تكساس ويسليان (بالإنجليزية: Texas Wesleyan University) هي جامعة ميثودية خاصة في فورت وورث، تكساس، تأسست في عام 1890 من قبل الكنيسة الأسقفية الميثودية في الجنوب، يقع الحرم الجامعي الرئيسي في حي بوليتكنيك هايتس في فورت وورث.

## روابط خارجية
- الموقع الرسمي